# Kliczków
Kliczków (deutsch Klitschdorf) ist ein Ort in der Landgemeinde Osiecznica im Powiat Bolesławiecki der Woiwodschaft Niederschlesien in Polen.

## Geografie
Der Ort liegt im Grenzgebiet zwischen Lausitz und Niederschlesien im Tal der Queis in der Niederschlesischen Heide, 14 km nordwestlich von Bunzlau.

## Geschichte
Klitschdorf wurde 1297 unter der Regierungszeit Herzog Bolko I. von Schweidnitz als Grenzfestung errichtet. 1373 ist das Burglehen urkundlich nachgewiesen. Seit 1391 war es Eigentum der Rechenberg. Bis in das 15. Jahrhundert ein Kammergut ging die Burg später in Privatbesitz über.
Mitte des 19. Jahrhunderts war der Grundherr ein Reichsgraf zu Solms-Tecklenburg. 1845 bestand das Dorf aus 51 Häusern, einem herrschaftlichen Schloss, einem herrschaftlichen Vorwerk, 451 Einwohnern (davon 24 katholisch und der Rest evangelisch), evangelische Kirche zu Thommendorf, sieben Häuser waren gastweise zu Schöndorf gepfarrt, eine evangelische Schule nur für den Ort mit einem Lehrer und der Kollatur der Grundherrschaft, eine katholische Kirche (Teilkirche der Pfarrkirche Birkenbrück) unter dem Patronat der Grundherrschaft, in dem ein evangelischer und viermal jährlich ein katholischer Gottesdienst abgehalten wurde, eine Wassermühle, eine Papiermühle, eine Glasfabrik, eine Brauerei, eine Brennerei, drei Wirtshäuser, neun Handwerker und drei Händler. Die gräfliche Försterei mit Wildarten gehörte eigentlich zu Lorenzdorf.
Klitschdorf gehörte bis 1945 zum Kreis Bunzlau. Als Folge des Zweiten Weltkriegs fiel es 1945 mit dem größten Teil Schlesiens an Polen und wurde in Kliczków umbenannt. Die deutsche Bevölkerung wurde, soweit sie nicht schon vorher geflohen war, vertrieben. Die neu angesiedelten Bewohner waren teilweise Zwangsausgesiedelte aus Ostpolen, das an die Sowjetunion gefallen war.

## Sehenswürdigkeiten
Unter Denkmalschutz stehen:
- Die Kirche der Heiligen Drei Könige (kościół filialny pw. Trzech Króli) aus dem 16. Jahrhundert, mit den geschnitzten Holzaltären nämlich
  - dem Hauptaltar, ein Triptychon, das die Anbetung der Könige zeigt sowie
  - dem Seitenaltar, einem Epitaph aus Kiefern- und Lindenholz der Familie Rechenberg

- Das Ensemble Schloss Klitschdorf eine Schloss- und Hofanlage vom Ende des 14. Jahrhunderts, umgebaut bis zum Ende des 19. Jahrhunderts bestehend aus:
  - dem Schloss Klitschdorf aus der zweiten Hälfte des 16. Jahrhunderts, umgebaut 1881–1883
  - der Parkanlage, erbaut nach 1880 nach Plänen von Carl Eduard Adolph Petzold mit dem teilweise erhaltenen Pferdefriedhof mit steinernen Pferdegrabsteinen
  - dem Jägerhaus, derzeit Wohn- und Wirtschaftsgebäude Nr. 26, Fachwerk, aus dem 18./19. Jahrhundert
  - das Haus des Rentmeisters, derzeit Wohnhaus Nr. 7 aus dem 18./19. Jahrhundert
  - dem Witwenpalais, heute Wohnhaus Nr. 5, aus dem Jahr 1920,
  - Wohn- und Wirtschaftsgebäude, derzeit Nr. 11, von 1901
  - Landarbeiterhaus, derzeit Nr. 12 von 1870 umgebaut 1910
  - der neue Bauernhof aus dem ersten Viertel des 20. Jahrhunderts mit einem Haus für Landarbeiter, einem Stall für Freilandpferde mit Kutschenhaus, einer Scheune mit Lager sowie einer Waage.

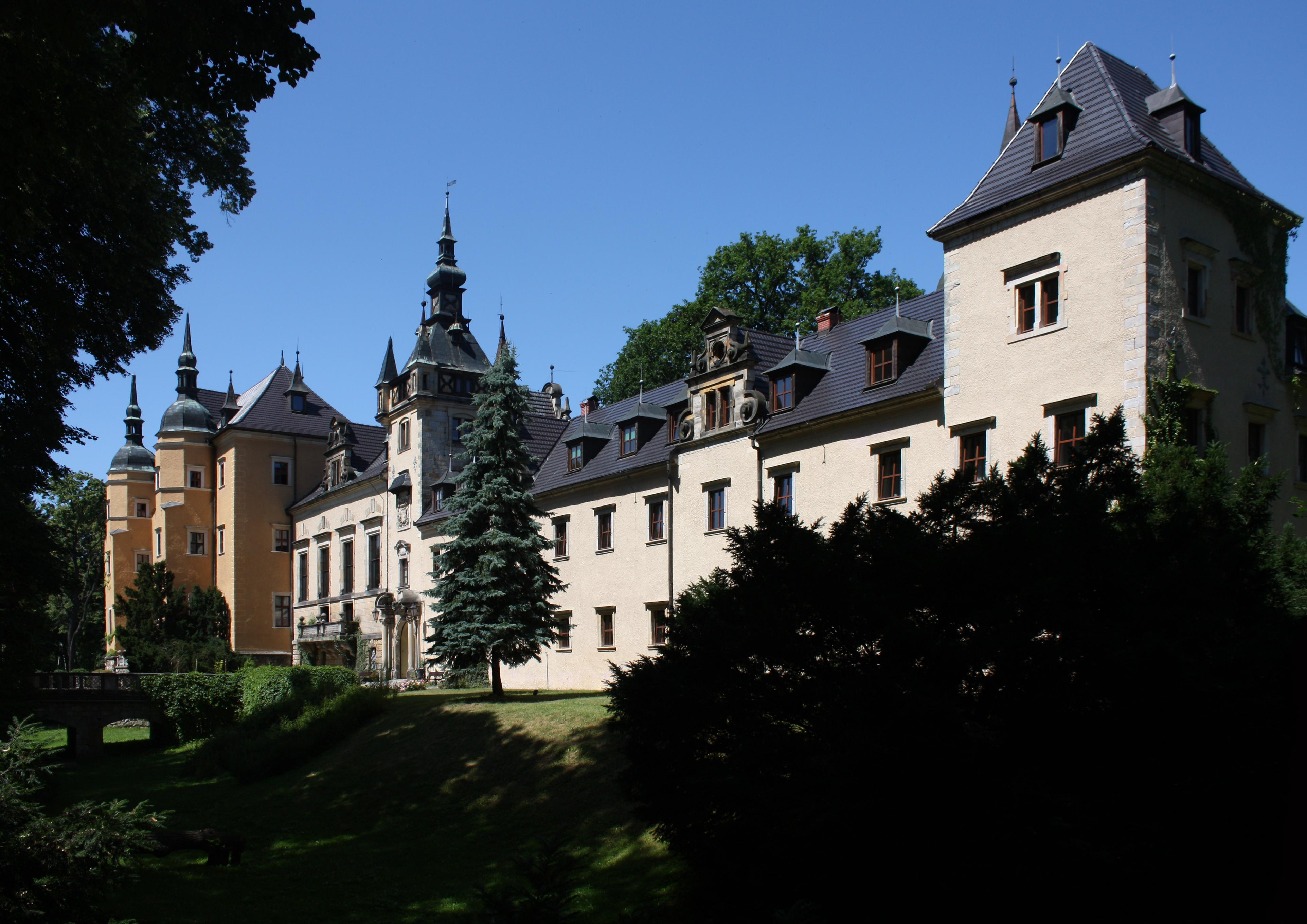
Schloss Klitschdorf
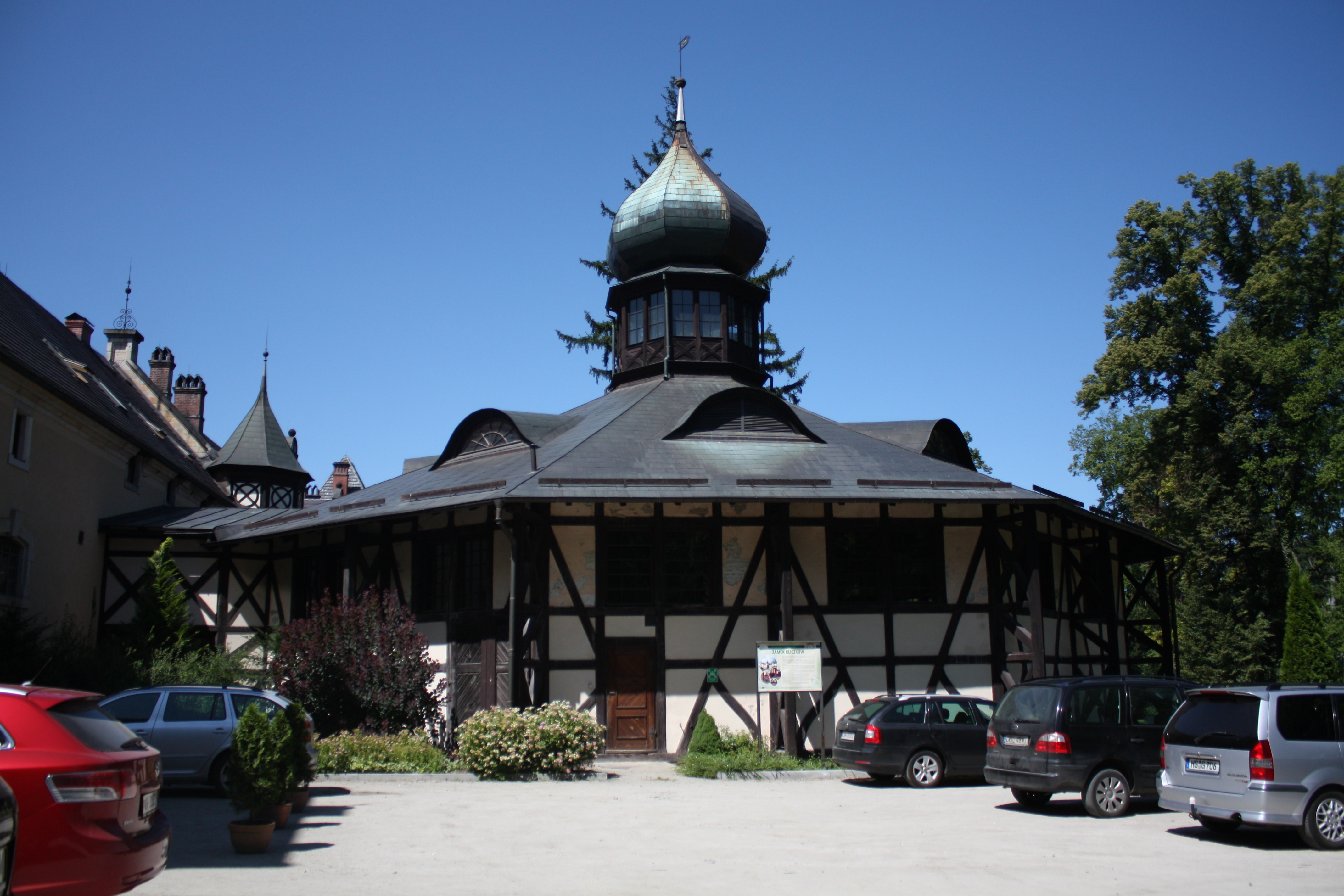
Ehemalige Reitschule des Schlosses
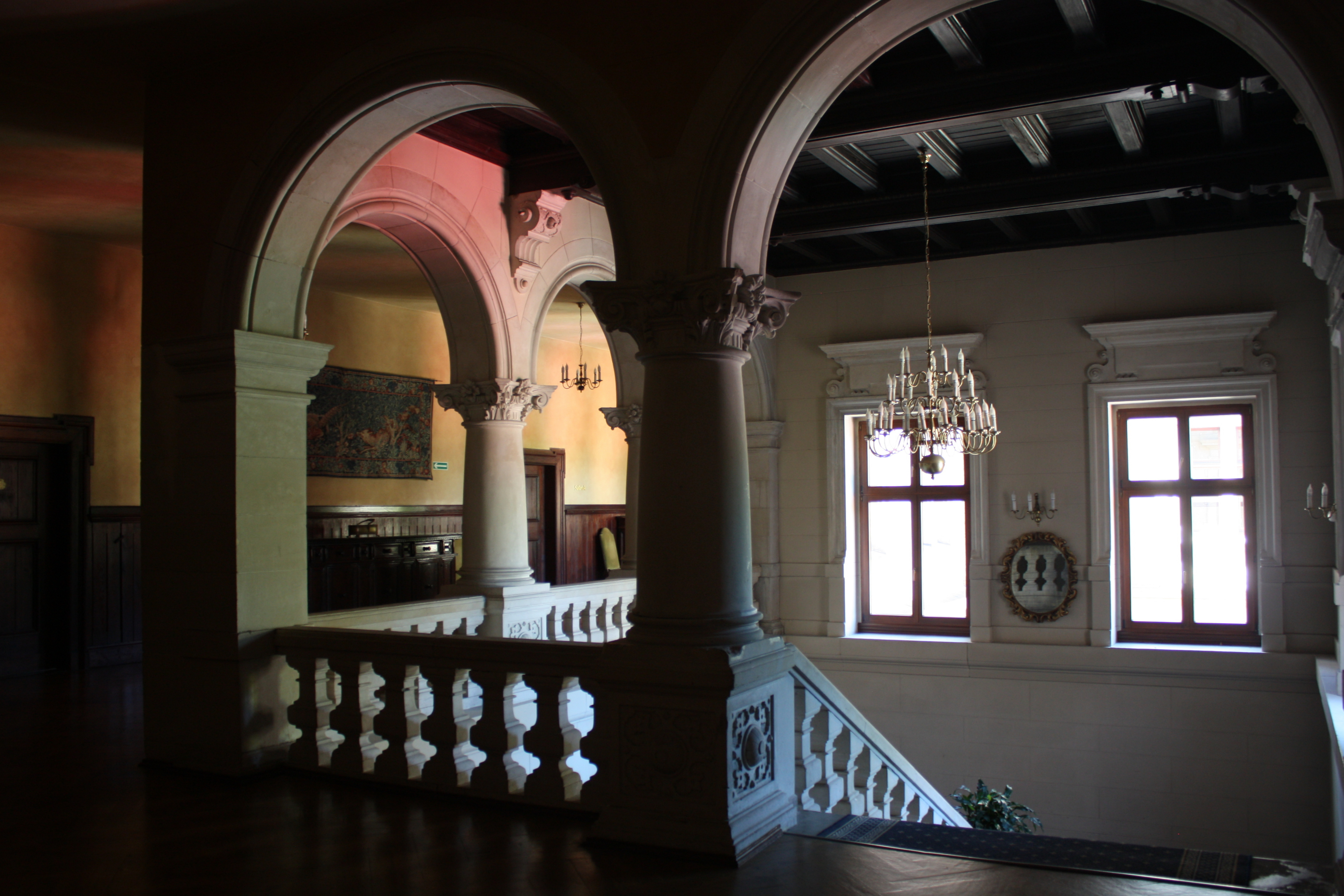
Treppenhaus des Schlosses
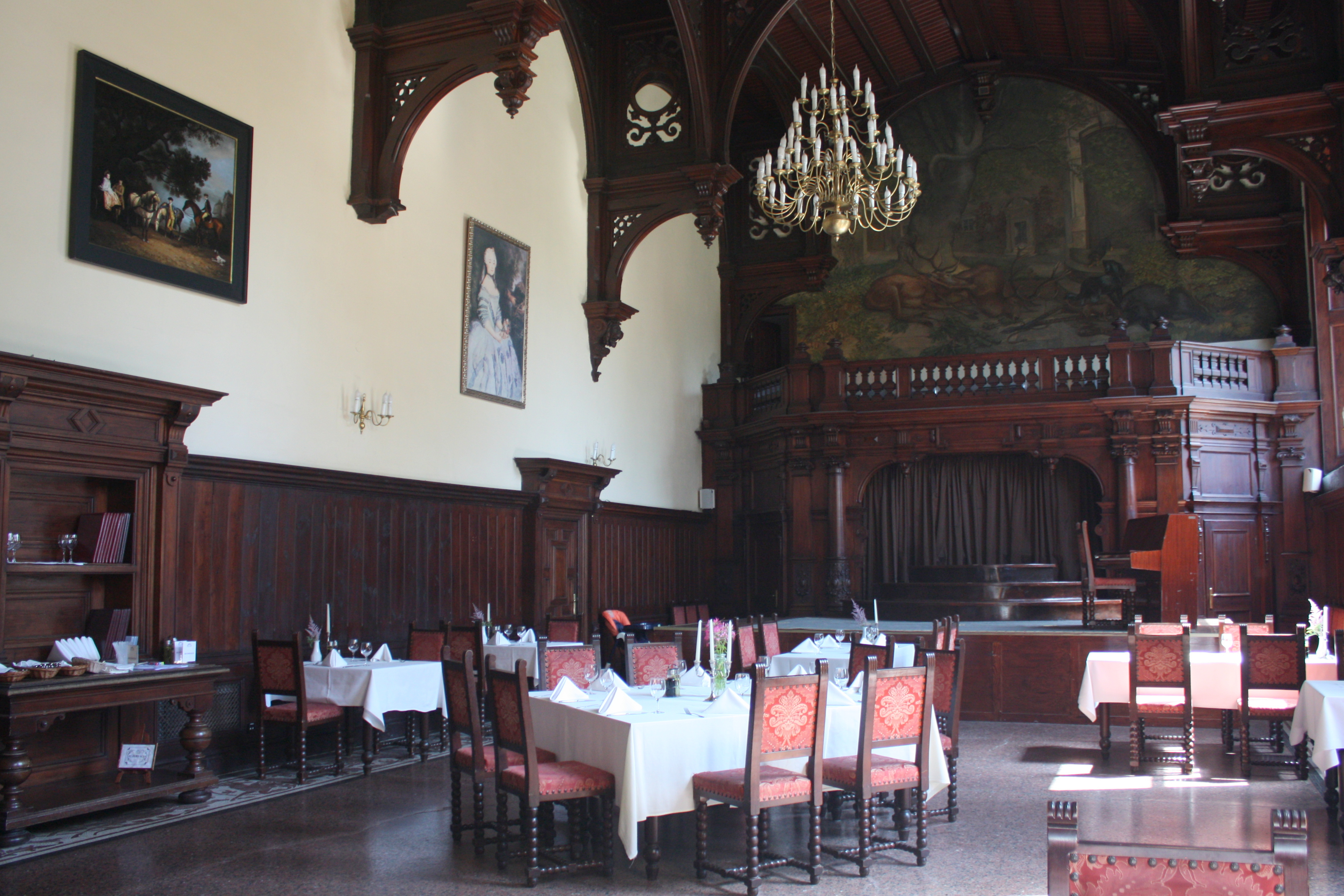
Theatersaal im Schloss
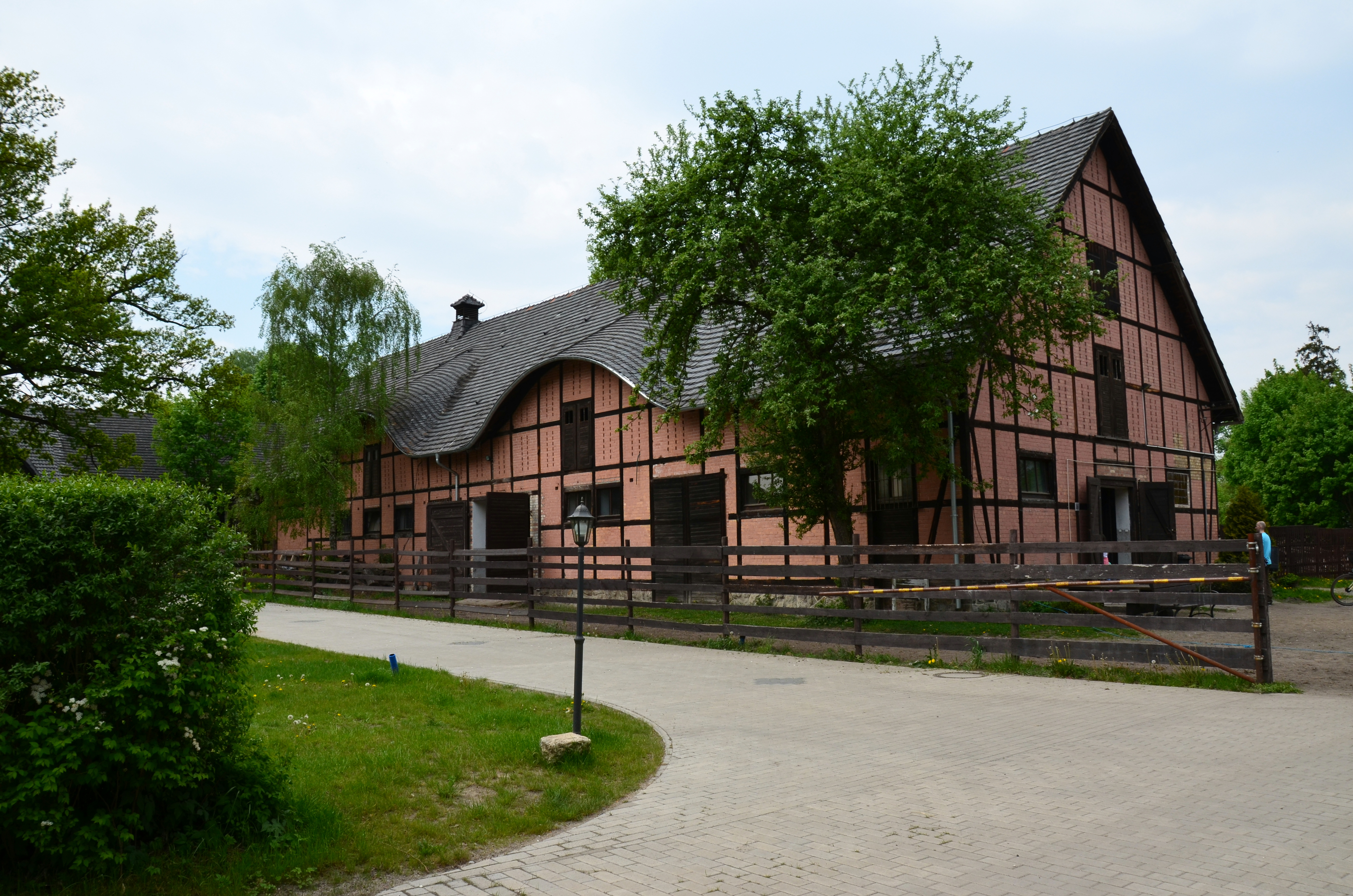
Neuer Bauernhof Stallungen
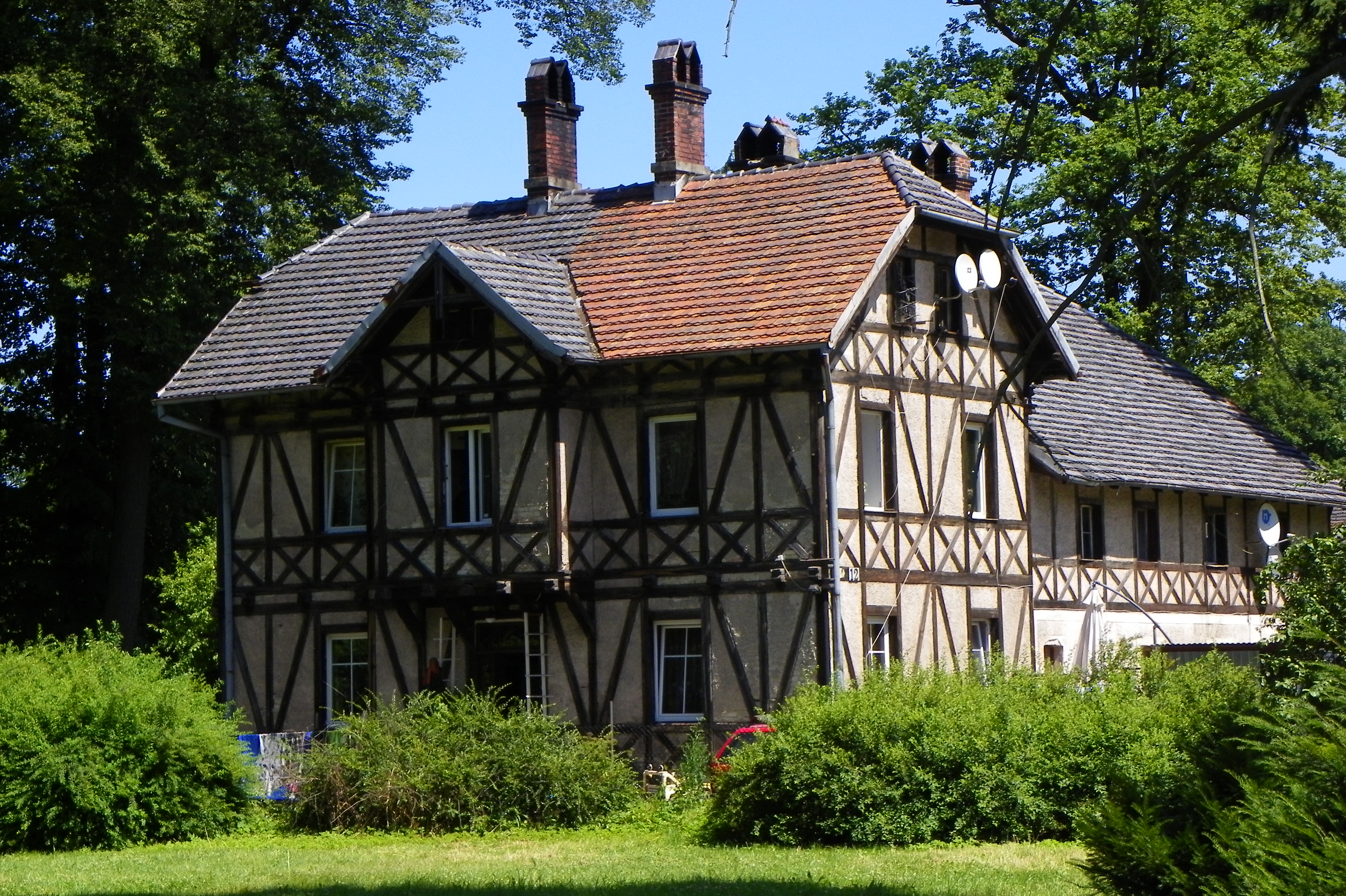
Schloss Wohnhaus Landarbeiter
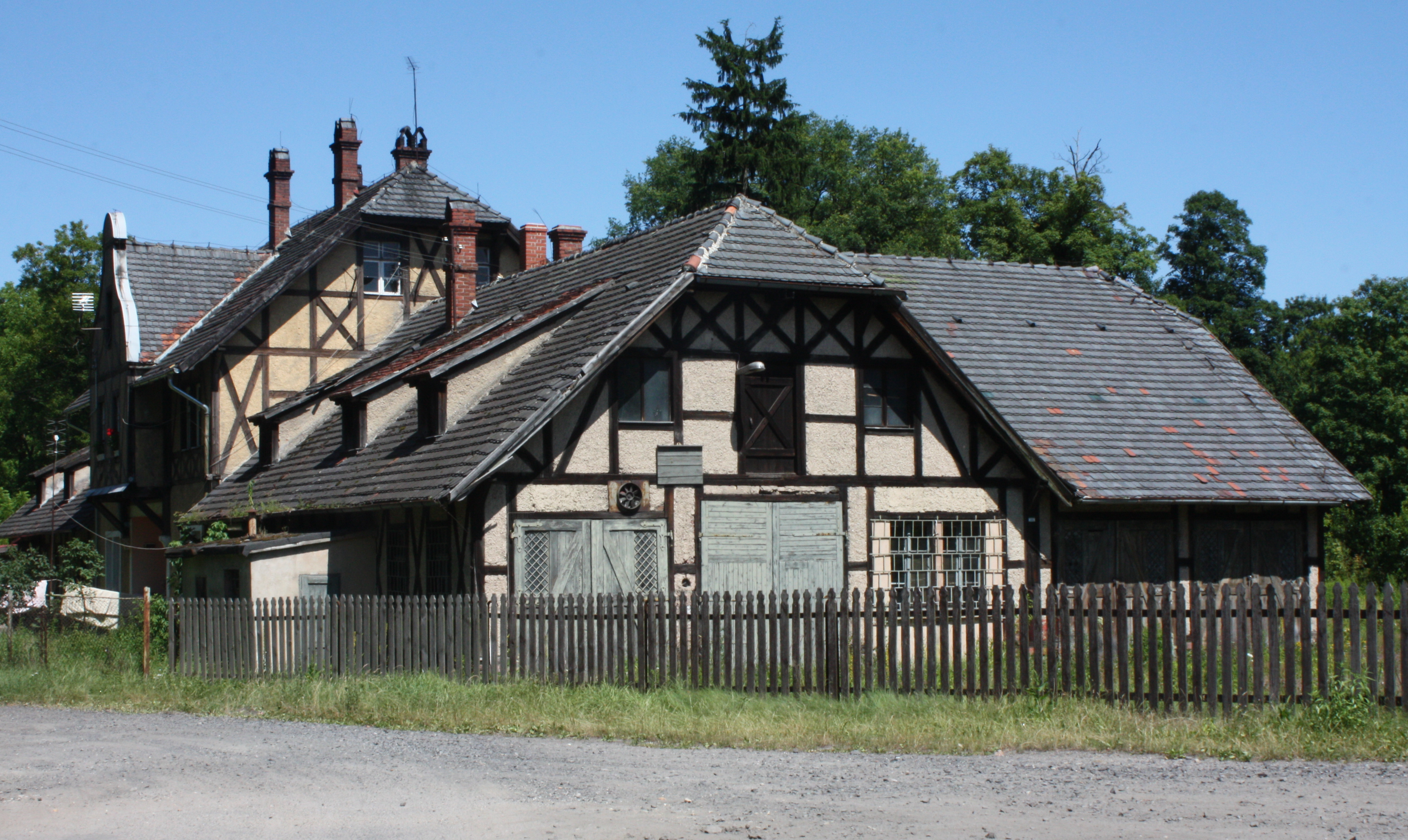
Wohn- und Wirtschaftsgebäude Nr. 11
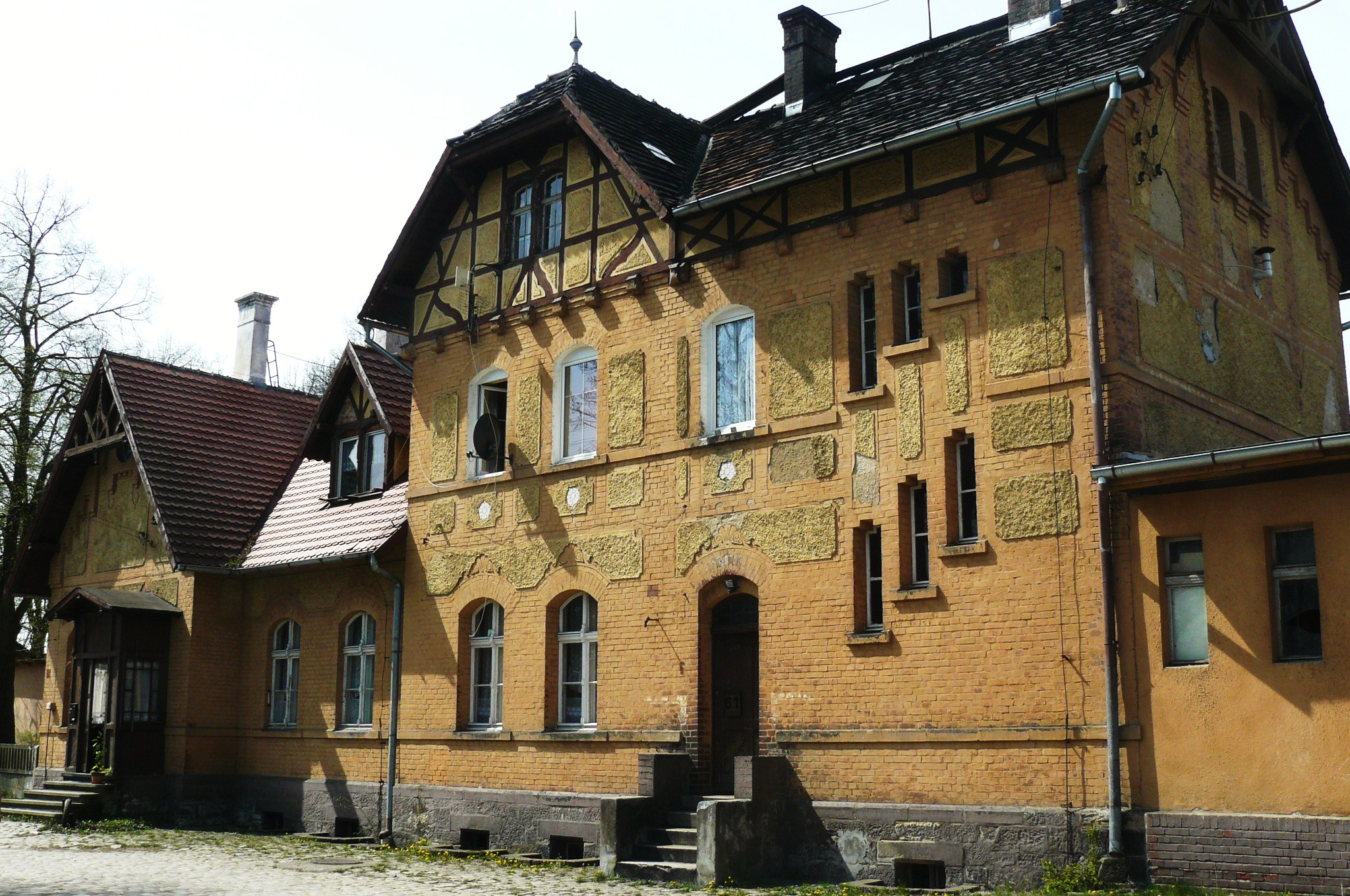
Niederschlesisches Wohnhaus
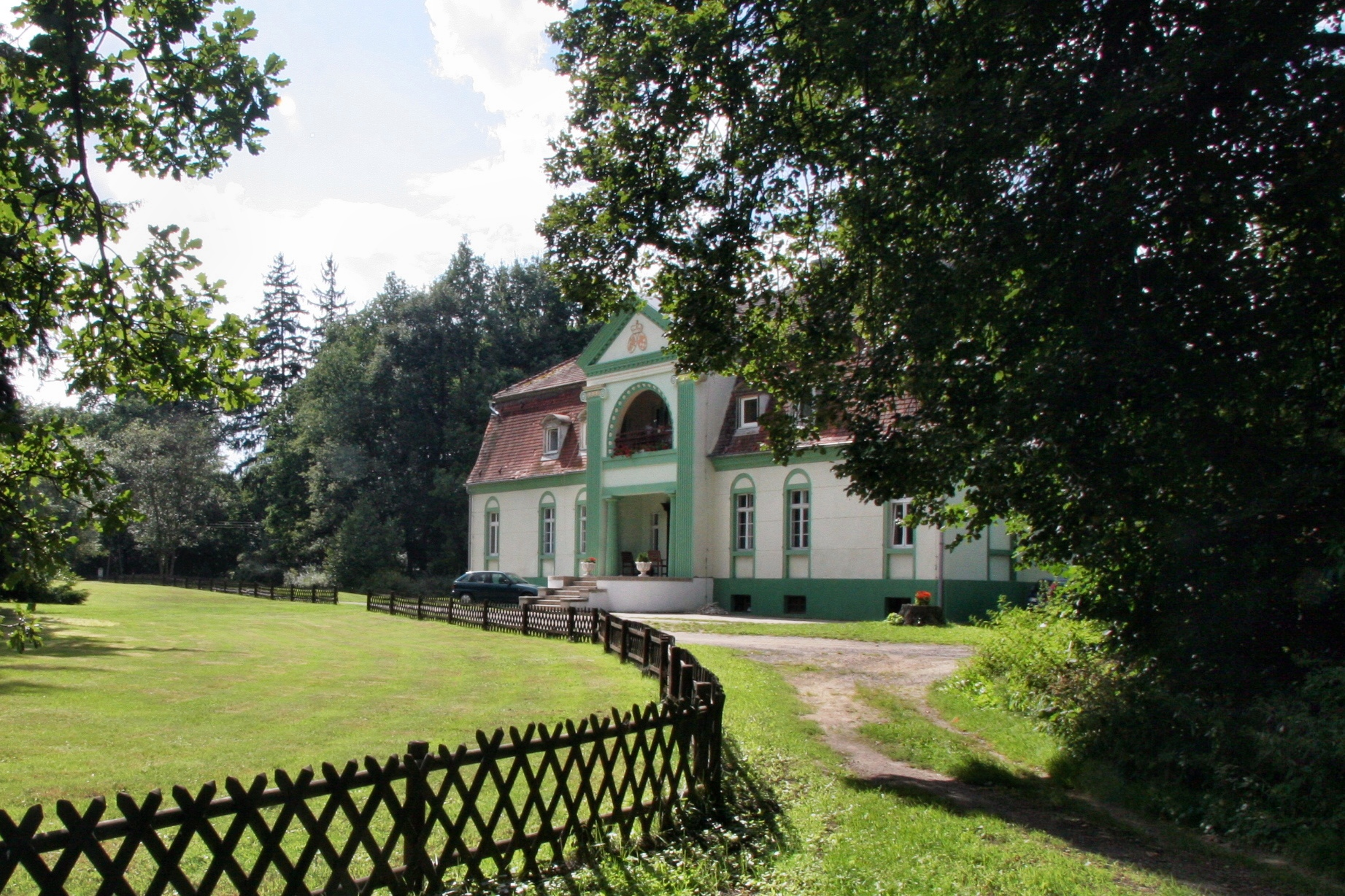
Das Witwenpalais
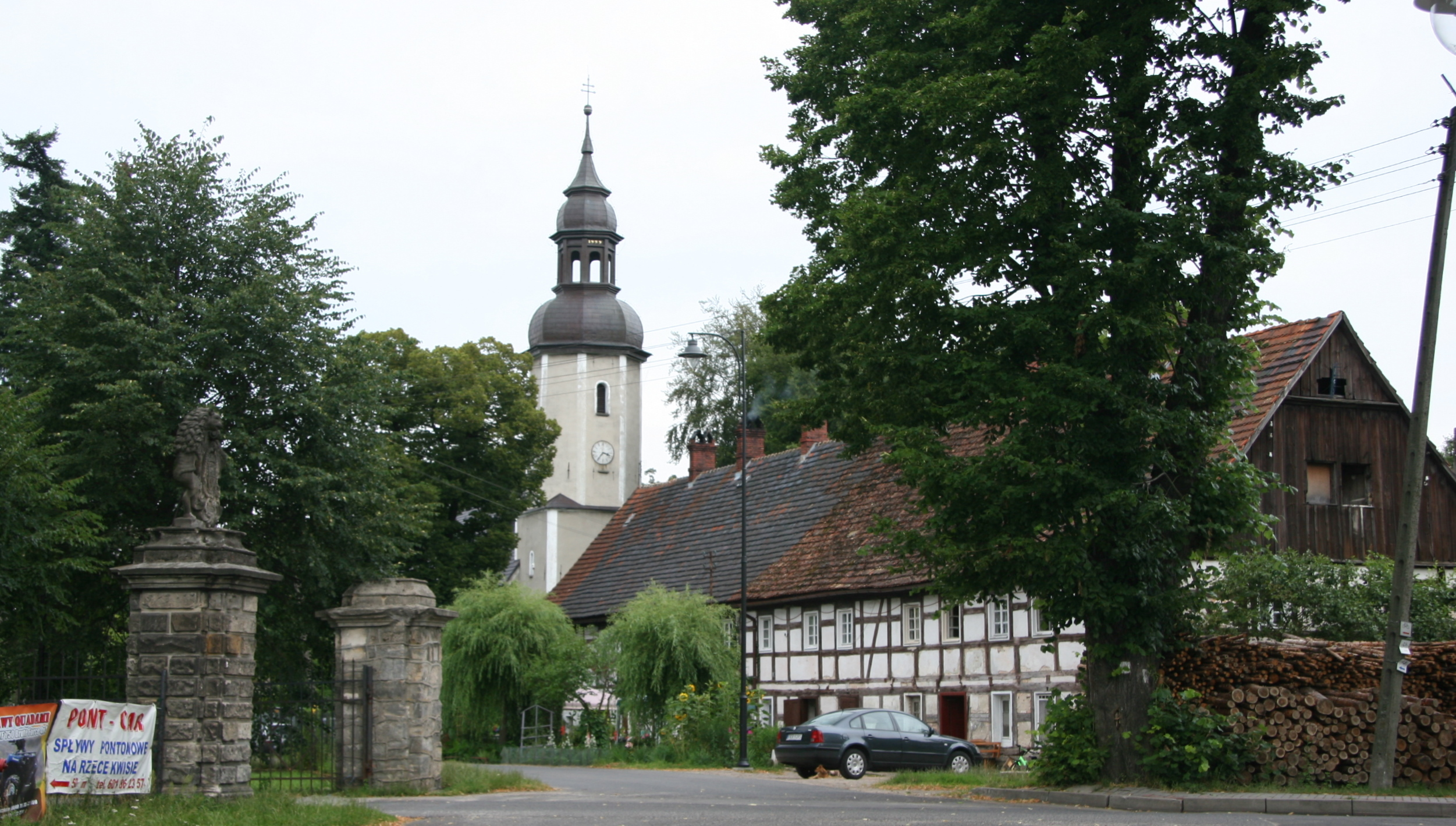
Kirche der heiligen drei Könige